# De Braak (Amstelveen)
Het park De Braak in de Noord-Hollandse plaats Amstelveen is vanaf de jaren dertig van de 20ste eeuw aangelegd en is eigenlijk een langgerekte heemtuin. Het ligt in de noordwesthoek van Amstelveen, langs de Amsterdamseweg, die de noordelijke en westelijke begrenzing vormt. In de nabijheid van De Braak ligt het Jac. P. Thijssepark uit de jaren veertig.
Veel inheemse planten hebben een plek in de beide parken gekregen. Het onderhoud is zeer intensief en voor een groot gedeelte handmatig, wat een evenwichtige beplanting oplevert. Deze parken zijn geïnspireerd op de ideeën onderwijzer, veldbioloog en natuurbeschermer Jac. P. Thijsse.
Sinds de voltooiing in 1928 van het 'Wandelpark' (later omgedoopt in Broersepark) was er ook een eigen Amstelveense plantsoenendienst actief. In het noordwesten van de gemeente werden vervolgens meer parken aangelegd. In de nabijheid van de Amsterdamseweg wilde men villa’s en luxe woningen bouwen met ruime tuinen in een groene omgeving. Dit om bewoners te trekken die de drukke stad Amsterdam wilden ontvluchten. Het basisplan voor de gemeente Nieuwer-Amstel werd in 1935 goedgekeurd. Zo ontstonden aan weerszijden van de Amsterdamseweg het park De Braak en het Jac. P. Thijssepark.
Het eerste park werd aangelegd langs een waterplas die een overgebleven deel was van het vroegere Karnemelksegat, dat was ontstaan na een doorbraak van de Nieuwe Meer in de zestiende eeuw.  Chris P. Broerse kreeg opdracht om langs dit water een park aan te leggen. Omdat de ondergrond nat, arm en zuur was, was dit geen gemakkelijke opgave. In deze periode ontstond het besef gebruik te maken van eigen inheemse planten. Hiertoe werd Broerse ook geïnspireerd door Jac. P. Thijsse. Er werden planten aangeplant die die pasten bij nat, arm en zuur veen.
De aanleg van het park De Braak startte aan het einde van de jaren dertig en werd ook benut als werkverschaffingsproject voor de vele werklozen. De plas werd uitgebaggerd en er langs werden paden over de drassige veengrond aangelegd. Het eerste ontwerp van het park dateerde van 1939 en betrof het deel direct rond de plas. In 1941 werd besloten het park naar het oosten (tot de spoorlijn) uit te breiden met De Doorbraak, bijna 4 hectare groot. Er werden verbindingen gemaakt met de ringvaart van de Middelpolder en met de Buitendijkse Polder, zodat de waterstand beter beheerst kon worden.
In 1957 ontwierp Broerse aan de zuidzijde van De Braak en visueel aansluitend, een 8 hectare groot heempark rond het hoofdkantoor van de Van Leer Vatenfabriek.
Er zijn twee entreepaden aan de noordzijde, twee aan de westzijde, en één aan de oostzijde. Aan de Amsterdamseweg staat een banpaal (monumentnummer 8140). 
Het park De Braak stond aan de basis van de Amstelveense heemparktraditie. In 2011 werden De Braak en het Thijssepark rijksmonument.